# Golborne Bellow
Golborne Bellow is een civil parish in het bestuurlijke gebied Cheshire West and Chester, in het Engelse graafschap Cheshire met 89 inwoners.